# Pakistan ai XXI Giochi olimpici invernali
Il Pakistan ha partecipato ai XXI Giochi olimpici invernali di Vancouver, che si sono svolti dal 12 al 28 febbraio 2010, con una delegazione rappresentata da un solo atleta.
Si tratta della prima partecipazione della nazione asiatica ad una edizione delle Olimpiadi invernali.

## Sci alpino
| Gara    | Atleta         | 1° manche | 2° manche | Tempo totale | Posizione |
| ------- | -------------- | --------- | --------- | ------------ | --------- |
| Gigante | Muhammad Abbas | 1'38"27   | 1'42"31   | 3'20"58      | 79        |